# Rajon Iwano-Frankiwsk
Der Rajon Iwano-Frankiwsk (ukrainisch Івано-Франківський район/Iwano-Frankiwskyj rajon; russisch Ивано-Франковский район/Iwano-Frankowski rajon) ist ein ukrainischer Rajon mit etwa 560.000 Einwohnern. Er liegt in der Oblast Iwano-Frankiwsk und hat eine Fläche von 3913 km².

## Geographie
Der Rajon liegt nördlich in der Oblast Iwano-Frankiwsk und grenzt im Norden an den Rajon Lwiw (Oblast Lwiw), im Nordosten an den Rajon Ternopil (Oblast Ternopil), im Osten an den Rajon Tschortkiw (Oblast Ternopil), im Südosten und Süden an den Rajon Kolomyja, im Südosten an den Rajon Nadwirna, im Westen an den Rajon Kalusch sowie im Nordwesten an den Rajon Stryj (Oblast Lwiw).

## Geschichte
Ein Vorgänger des Rajons entstand am 17. Januar 1940 als Rajon Stanislaw (Станіславський район/Stanislawskyj rajon) nach der Besetzung Ostpolens durch die Sowjetunion, 1941 bis 1944 war er wiederum ein Teil des Distrikt Galizien, kam aber danach wieder zur Ukrainischen SSR. Er bestand dann bis zu seiner Auflösung am 11. März 1959.
Der heutige Rajon entstand am 17. Juli 2020 im Zuge einer großen Rajonsreform durch die Vereinigung der Rajone Bohorodtschany, Halytsch, Rohatyn, Tysmenyzja und Tlumatsch, kleinere Teile des Rajons Nadwirna sowie des Stadtgebiets der bis dahin unter Oblastverwaltung stehenden Städte Burschtyn und Iwano-Frankiwsk.

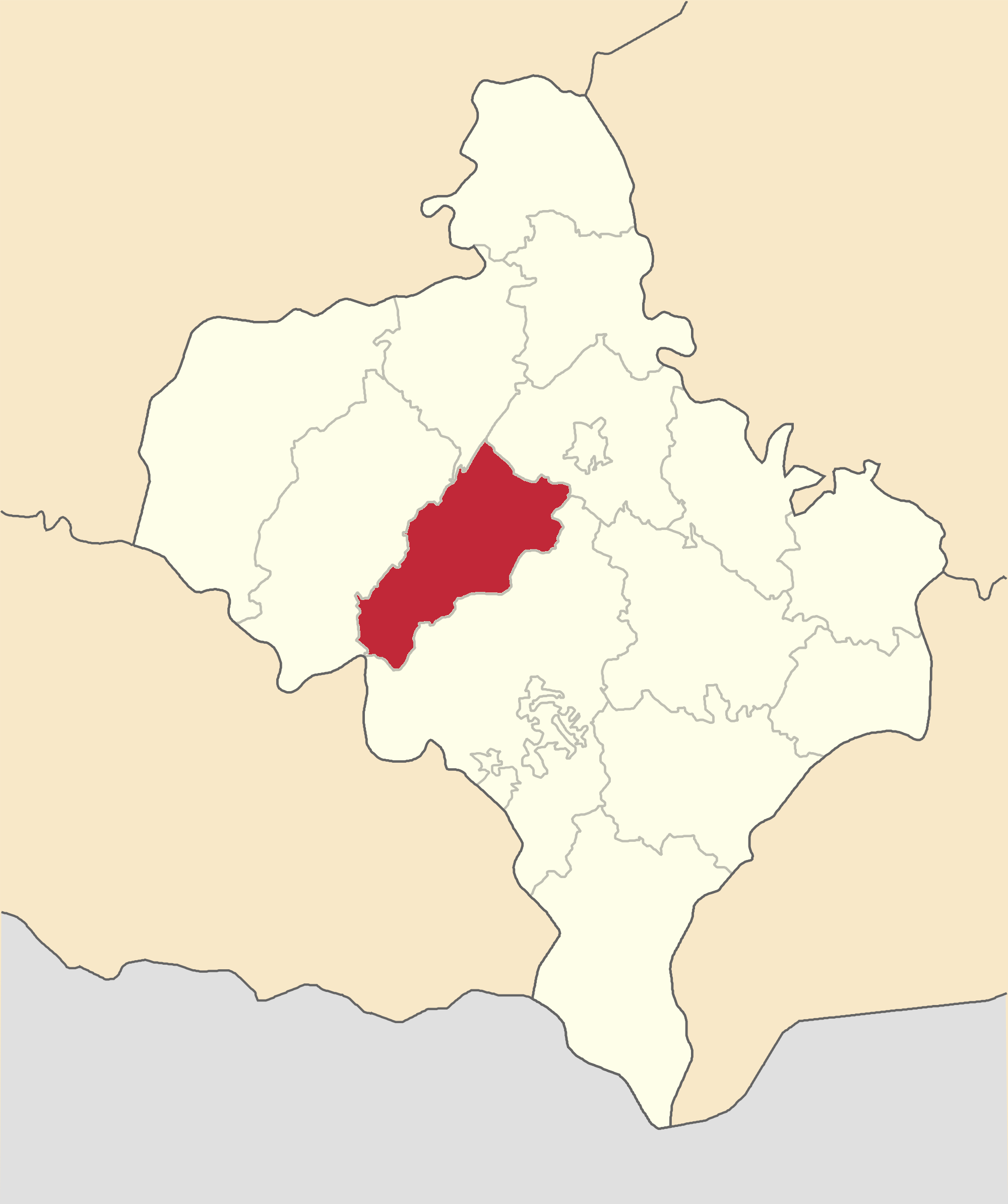
Rajon Bohorodtschany bis Juli 2020
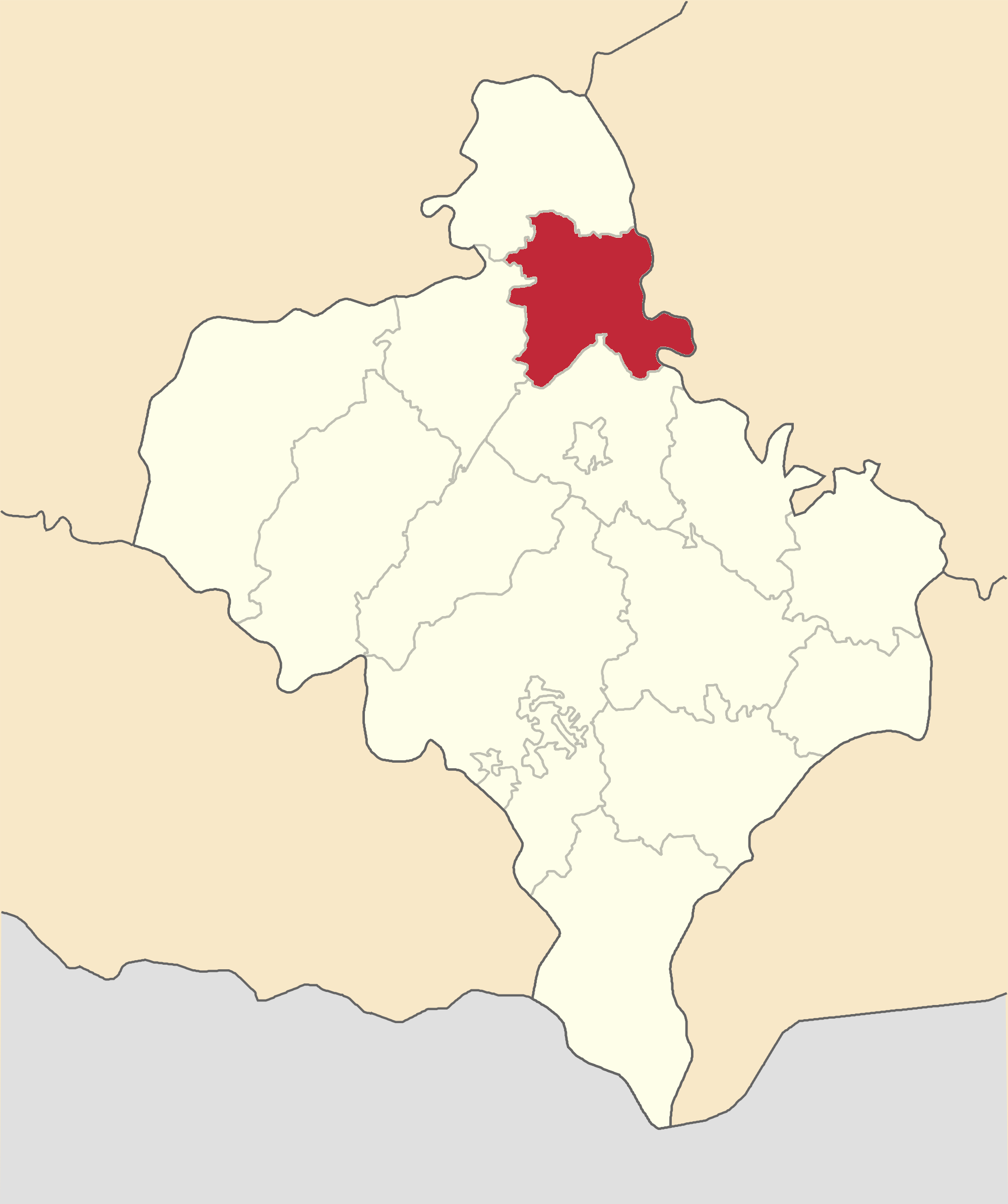
Rajon Halytsch bis Juli 2020
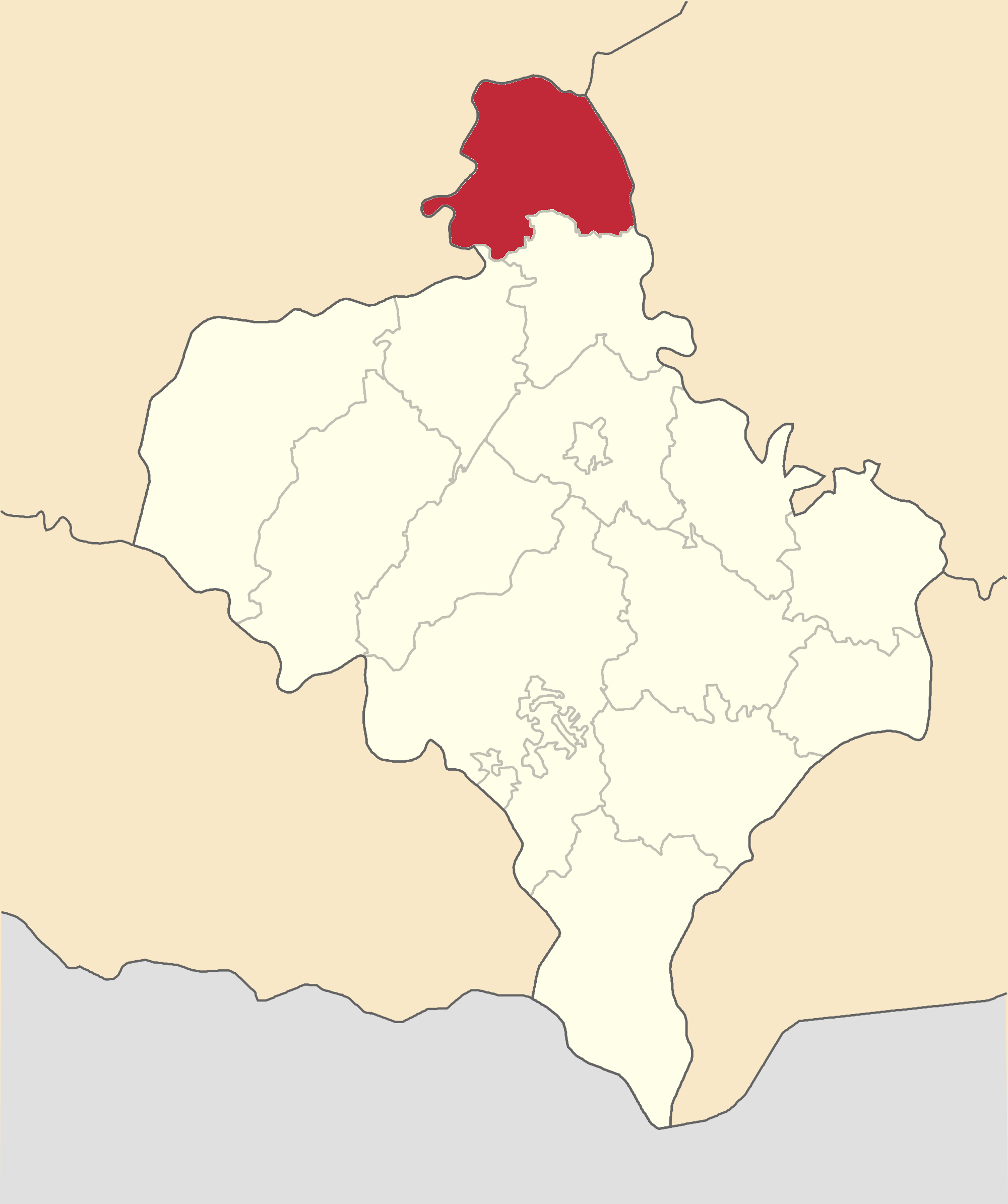
Rajon Rohatyn bis Juli 2020
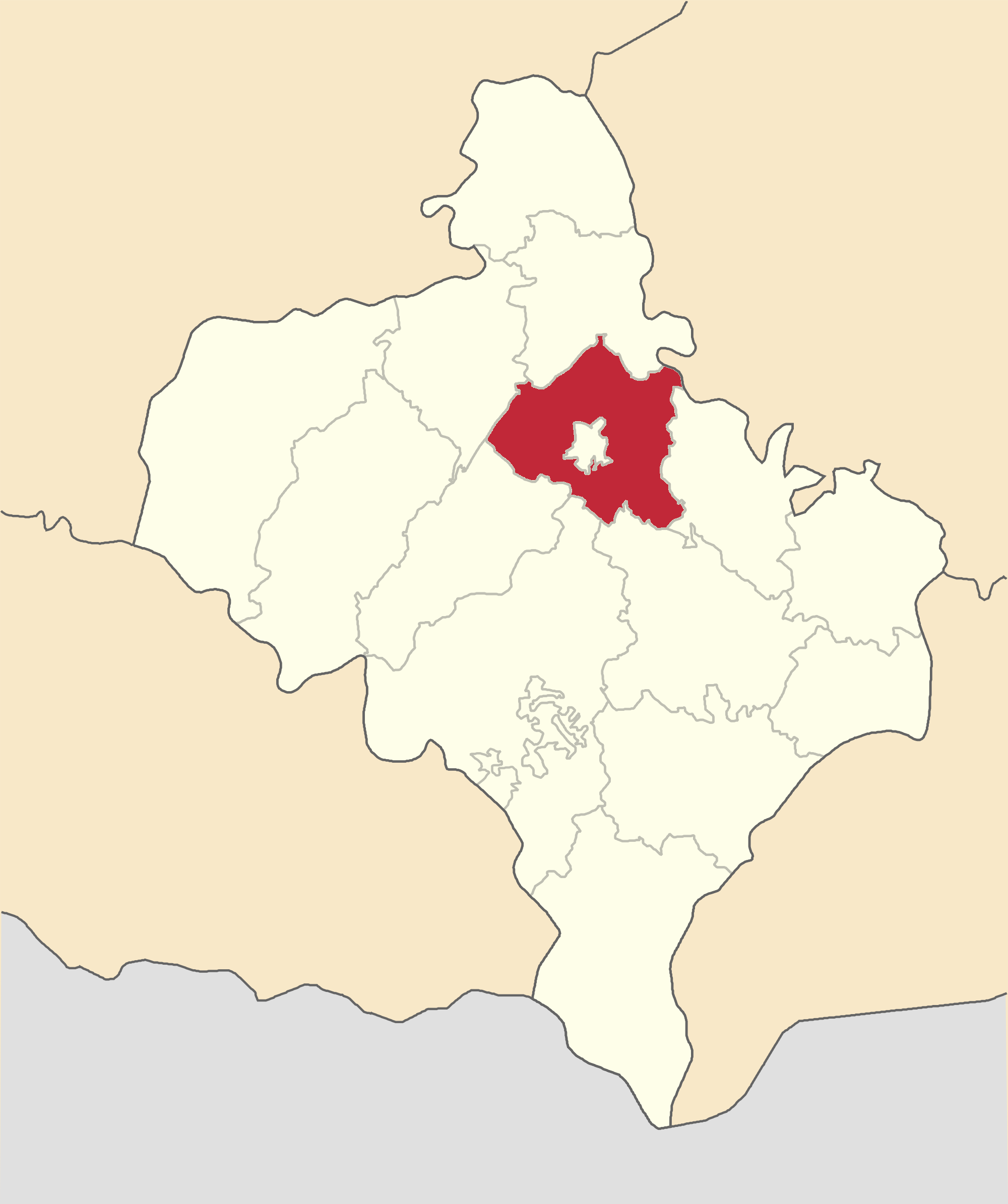
Rajon Tysmenyzja bis Juli 2020
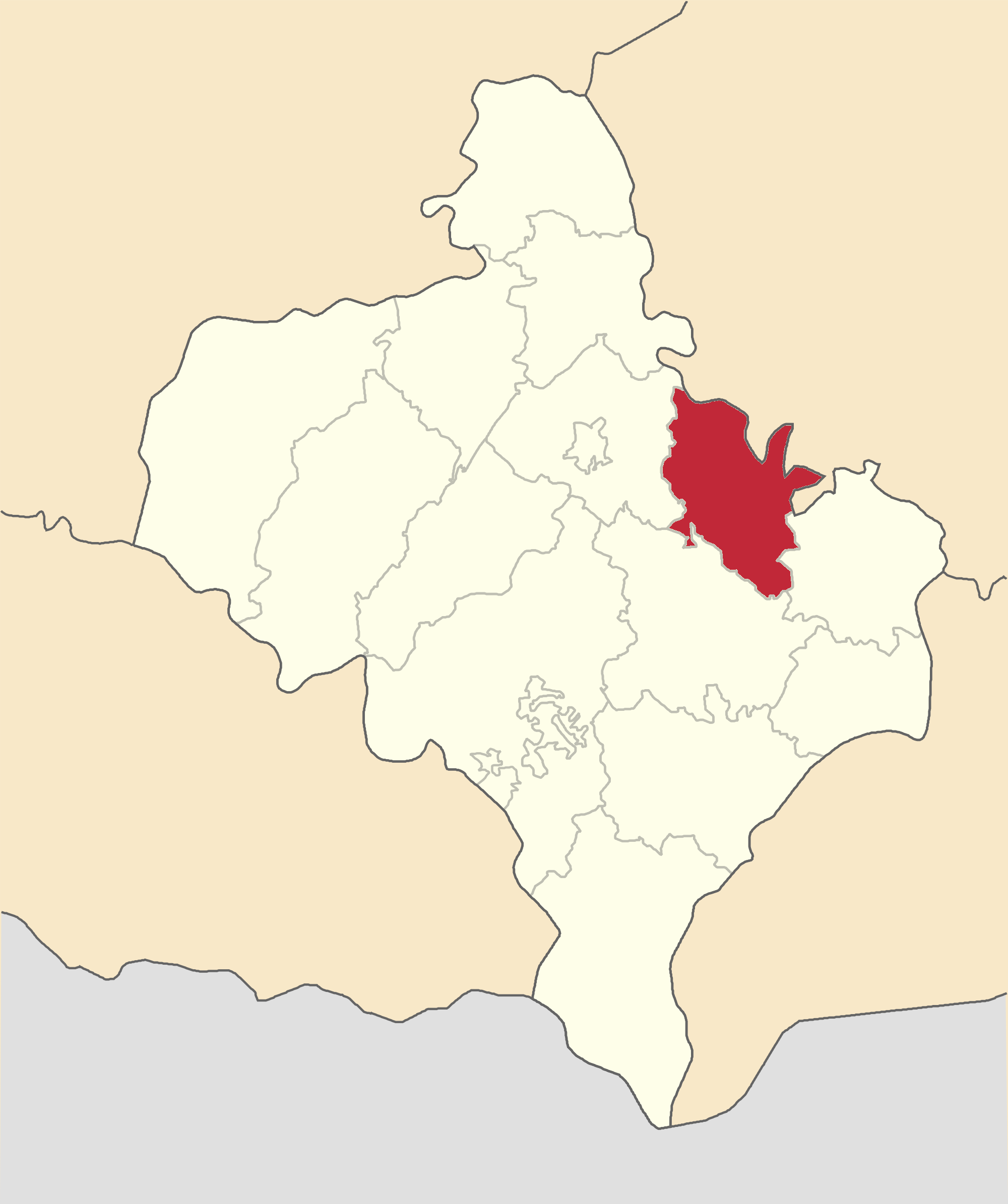
Rajon Tlumatsch bis Juli 2020
Rajonsgebiet ab Juli 2020

## Administrative Gliederung
Auf kommunaler Ebene ist der Rajon in 20 Hromadas (6 Stadtgemeinden, 7 Siedlungsgemeinden und 7 Landgemeinden) unterteilt, denen jeweils einzelne Ortschaften untergeordnet sind.
Zum Verwaltungsgebiet gehören:
- 6 Städte
- 7 Siedlungen städtischen Typs
- 301 Dörfer
- 6 Ansiedlungen

Die Hromadas sind im Einzelnen:
- Stadtgemeinde Burschtyn
- Stadtgemeinde Iwano-Frankiwsk
- Stadtgemeinde Halytsch
- Stadtgemeinde Rohatyn
- Stadtgemeinde Tlumatsch
- Stadtgemeinde Tysmenyzja
- Siedlungsgemeinde Bilschiwzi
- Siedlungsgemeinde Bohorodtschany
- Siedlungsgemeinde Bukatschiwzi
- Siedlungsgemeinde Jesupil
- Siedlungsgemeinde Lyssez
- Siedlungsgemeinde Obertyn
- Siedlungsgemeinde Solotwyn
- Landgemeinde Dswynjatsch
- Landgemeinde Dubiwzi
- Landgemeinde Jamnyzja
- Landgemeinde Olescha
- Landgemeinde Sahwisdja
- Landgemeinde Stari Bohorodtschany
- Landgemeinde Uhryniw